# Transition alimentaire
 (mai 2020).
Améliorez-le ou discutez des points à vérifier. 
La transition alimentaire, appelée aussi transition du système alimentaire, désigne le processus par lequel une société modifie en profondeur sa manière de produire et consommer des aliments.
Le terme est utilisé par analogie avec la transition énergétique, la transition écologique ou encore la transition démographique.
Dans les années 2010, le terme de transition alimentaire est utilisé de façon grandissante dans le débat public pour désigner les attentes ou les efforts entrepris par les différents acteurs de la chaîne (producteurs, transformateurs, distributeurs, consommateurs, autorités publiques) pour respecter davantage l’environnement, améliorer le statut nutritionnel des aliments, développer les produits bio et frais, produire dans des conditions plus respectueuses du bien-être animal et avec une plus grande équité entre les acteurs des filières.

## Enjeu
Le concept de transition alimentaire est généralement posé en réponse à une diversité d’enjeux :
- l’accès régulier de l’ensemble de la population mondiale à une alimentation saine et nutritive et suffisante en quantité (insuffisant pour 2 milliards de personnes, selon l’Organisation Mondiale de la Santé)[1]

- le gaspillage alimentaire (un tiers de la production alimentaire étant perdue chaque année, selon l'Organisation des Nations Unies pour l'Alimentation et l'Agriculture)[2]
- l’épuisement des ressources naturelles[3]
- l’insécurité alimentaire, qui concerne une personne sur quatre dans le monde[1]
- la hausse de l’obésité dans le monde[1]
- la baisse de rendement des terres agricoles, la hausse de la pollution, la difficulté des agriculteurs à vivre de leur travail[réf. souhaitée].

L’enjeu est aussi celui de l’impossibilité de la généralisation des modèles alimentaires des pays occidentaux (davantage consommateurs de produits d’origine animale) à l’ensemble de la planète, sans poser de multiples problèmes sanitaires, économiques, socioculturels ou environnementaux.

## Concept et définition

### Concept
Le concept a d’abord été utilisé par les nutritionnistes pour marquer un changement dans le régime alimentaire des individus qui substituent de manière croissante des produits d'origine animale aux produits  d'origine végétale dans les régimes alimentaires des populations dont le niveau économique augmente.
La transition alimentaire désigne aujourd’hui un concept beaucoup plus ample, qui concerne l’ensemble des acteurs des systèmes alimentaires, de la semence à l’assiette et du verre au consommateur. La transition alimentaire recoupe les objectifs du développement durable de l’ONU dans trois grands domaines, :
- la santé, par l’assurance d’une sécurité alimentaire et nutritionnelle pour tous
- le développement économique, par la création d’emplois, notamment dans les régions rurales
- la préservation des ressources naturelles (terres, eau, biodiversité, climat)

### Usage et popularité de la notion
Le concept de transition alimentaire se recoupe en partie avec celui de transition écologique (préservation des ressources naturelles par les acteurs du système agroalimentaire), de transition énergétique (bilan carbone du système agroalimentaire) et de transition démographique (adaptation de l’alimentation au vieillissement de la population dans certaines sociétés).
Il emprunte également au modèle de transition nutritionnelle défini par Barry M. Popkin en 1993,.
Le concept est parfois entendu comme un changement du régime alimentaire d’une population, vers une alimentation plus équilibrée, moins riche en lipides, en glucides ou encore en protéines animales. Les deux premiers critères étant généralement consensuels et le troisième très controversé,.
Il est aussi à rapprocher de la notion d'alimentation durable pour sa dimension écologique et éthique.
En France, l’idée de la transition alimentaire est largement soutenue dans l’opinion.

## Histoire
La transition alimentaire en cours au début du XXe siècle est la cinquième vécue par l’Humanité.

### Quatre premières transitions alimentaires
La première transition alimentaire a lieu il y a environ 400 000 ans, lorsque des humains commencent à utiliser le feu pour préparer les repas. La deuxième est caractérisée par la domestication de certaines espaces et végétales, il y a 12 000 ans en Mésopotamie ; la troisième est marquée par la division du travail entre agriculteurs, transformateurs et commerçants, il y a environ 5 000 ans, dans plusieurs grandes cités du monde comme Babylone.
La quatrième transition alimentaire est datée du milieu du XIXe siècle en Amérique du Nord et du début du XXe siècle en Europe et a pour caractéristique l’industrialisation et l’intégration de l’alimentation dans un système économique établi et organisé autour de la production, de la transformation et de la distribution des aliments.

### Cinquième transition alimentaire
La cinquième transition alimentaire commence au début du XXIe siècle et résulte d’une demande croissante des consommateurs des pays développés et émergents, en réaction aux impacts perçus négativement du modèle agroindustriel. La demande de qualité concerne les dimensions sanitaire, organoleptique, nutritionnelle, sociale et culturelle.
Les manifestations concrètes de la transition alimentaire incluent :
- le développement et l’engouement pour les produits bio ;
- les applications numériques de diagnostic nutritionnel, comme Yuka en France ; ou encore de réduction du gaspillage alimentaire ;
- la critique croissante de la viande et la montée en puissance des régimes alimentaires basés sur les protéines végétales (végétarisme, véganisme...).

Les grandes évolutions de la transition alimentaire sont très diverses : les acteurs de la filière citent le lien alimentation-santé, le végétal, le bio, le développement durable, le bien-être animal, la juste rémunération, la refonte des recettes, l’équitable, le renforcement des territoires dans les campagnes,…
D’après le rapport de l’Académie d’Agriculture de France de 2019, les premiers acteurs à répondre à cette demande sont ceux de la grande distribution, qui adaptent rapidement leurs approvisionnements et leurs points de vente ; puis l’industrie agroalimentaire et ses fournisseurs industriels (additifs, emballages) ; puis l’agriculture et l’agrofourniture (semences, engrais, machines agricoles…).

## Acteurs concernés
Les sujets propres à la transition alimentaire se posent différemment selon le type d’acteurs que l’on observe,.

### Mise en marché
La transition alimentaire se manifeste par des innovations en matière de signalisation de la qualité des produits, comme les labels, qu’ils soient publics (Label Rouge, Agriculture Biologique, Nutriscore) ou privés (Commerce équitable, fair-trade Max Havelaar).

### Logistique et distribution
Dans ce domaine, les améliorations en cours et attendues relèvent de l’écologie (gaz à effet de serre), de l’économie (meilleure répartition de la valeur entre les acteurs de la filière), de la communication (traçabilité et transparence des informations sur les produits et leurs modes de fabrication) et du social (lutte contre la précarité alimentaire).
Les acteurs de la grande distribution sont considérés comme ceux ayant réagi le plus rapidement à la nécessité d’une transition alimentaire, celle-ci se faisant plus vite au niveau de l’aval, avant de remonter vers l’amont. Ce phénomène s’explique par une meilleure information (contact avec les consommateurs) et une plus grande capacité d’action (investissements) en aval.
Parallèlement, de nombreux modes de commercialisation alternatifs se développent, comme la vente directe à la ferme, les points de vente à emporter, les circuits courts, les marchés paysans, les épiceries solidaires...

### Industrie agroalimentaire
Les améliorations attendues de la transition alimentaire concernent principalement l’aspect santé des produits : aliments frais, plus naturels, moins transformés et sans conservateurs.
Cette dimension de la transition alimentaire est la plus attendue de la part des consommateurs et des citoyens en France.

### Agriculture
Dans le domaine de l’agriculture, les innovations en faveur de la transition alimentaire reposent sur des techniques agroécologiques et numériques. La technique du couvert végétal a, en particulier un impact favorable à la fois sur le bilan carbone et sur la fertilité des sols.

### Politiques publiques
L’ONU organise chaque année la Journée Mondiale de l’Alimentation, et y associe un thème en relation avec la transition alimentaire. En 2019, la thématique de la journée est « une alimentation saine pour un monde #FaimZéro ».

#### En France
En France, la loi Egalim du 30 octobre 2018, qui fait suite aux États généraux de l'alimentation 2017, est considérée comme un pilier de la politique de transition alimentaire du pays. La loi prend un ensemble de dispositions pour :
- assurer les revenus des producteurs ;
- améliorer les conditions sanitaires et environnementales de production ;
- renforcer le bien-être animal ;
- favoriser une alimentation saine, sûre et durable ;
- réduire l’utilisation du plastique.

Le Programme national pour l'alimentation identifie, pour la période 2019-2023, deux leviers pour accélérer la transition alimentaire :
- la restauration collective, qui doit être mobilisée notamment pour un approvisionnement de 50 % de produits biologiques, de qualité ou durables ; promouvoir les protéines végétales ; mettre en œuvre des recommandations nutritionnelles…
- les projets alimentaires territoriaux[21]

En octobre 2019, le groupe de travail « Transition alimentaires, filières et territoires » de l’Académie d’Agriculture de France remet son rapport intitulé « Transition alimentaire : pour une politique de l’alimentation durable orientée vers les consommateurs, les filières et les territoires » et établit neuf axes de recommandations à l’horizon 2030.
Le think tank Terra Nova publie en janvier 2020 un rapport pour accélérer la transition alimentaire dans les cantines scolaires.